# Kreuzschlepperbildstock (Obervolkach)

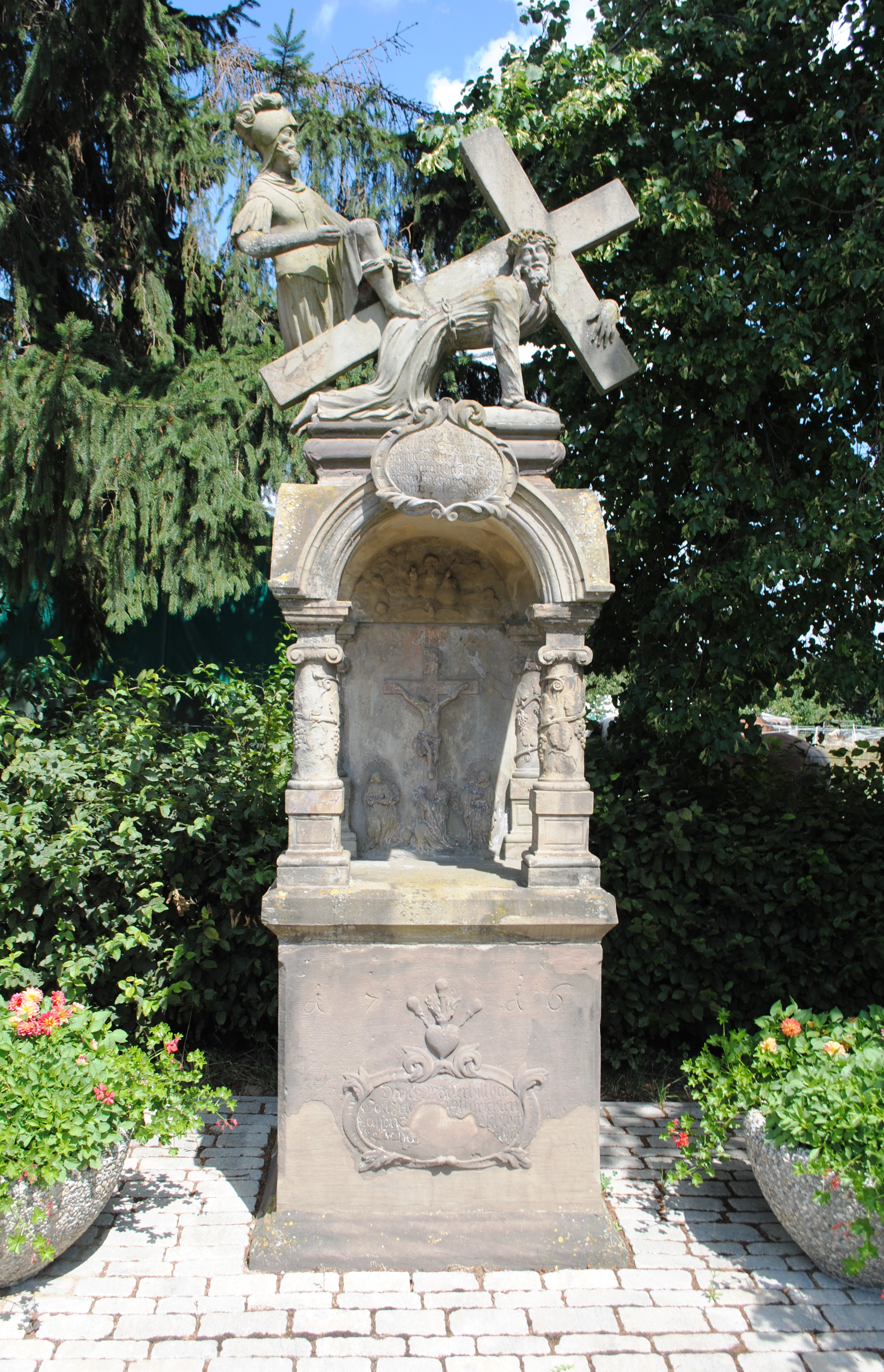
Der Bildstock neben der Kapelle, 2013

Der sogenannte Kreuzschlepperbildstock (auch Altarbildstock, Baldachinbildstock) ist eine Marter im unterfränkischen Obervolkach. Der Bildstock ist aufgrund seiner Darstellung des getretenen Christus unter dem Kreuz einmalig in ganz Franken und befindet sich neben der Michaelskapelle im Westen des Dorfes.

## Geschichte
Die Geschichte des Bildstocks ist eng mit der Förderung der Volksfrömmigkeit zu Beginn des 18. Jahrhunderts verbunden. Überall entstanden in Franken kleine Andachtsbilder und steinerne Bildstöcke. Die Figur kann, mit einem Prozessionsaltar auf dem Bad Brückenauer Kirchplatz und einem Objekt in Euerdorf, einer Werkgruppe aus drei ähnlichen Objekten zugeordnet werden. Diese bilden den Kern einer Reihe von Arbeiten, die einer in der ersten Hälfte des 18. Jahrhunderts tätigen Werkstatt zugeschrieben werden können.
Ab 1702 tauchte die Tradition des Kreuzschleppers im Gebiet der heutigen Stadt Volkach auf. Im Jahr 1716 entstand durch die Stiftung von Johannes und seiner Frau Margaretha Pfriem der Obervolkacher Stock. Pfriem war 1681 Unterbürgermeister von Obervolkach und vertrat ab 1688 den Würzburger Fürstbischof als Schultheiß im Ort. Der Bildstock wurde am Ortsausgang Richtung Volkach aufgestellt und fortan als Gebetsstation für die Wallfahrten zur Kirche Maria im Weingarten und für Fronleichnamsprozessionen genutzt.
Der Bildhauer, der die Marter schuf, ist unbekannt. Eventuell handelte es sich um den Ochsenfurter Künstler G. Dettelbacher, der ähnliche Arbeiten in der Region schuf. Vielleicht ist der Steinmetz auch im Zuge der Errichtung der Michaelskapelle nach Obervolkach gekommen und konnte auch für den Bau des Bildstocks verpflichtet werden. 1970 versetzte man den Stock neben die Kapelle, zuvor wurde er restauriert. Nachdem das Stück bereits zu Beginn des 20. Jahrhunderts als Baudenkmal eingeordnet worden war, konnte es 2015 nicht nachqualifiziert werden.

## Beschreibung

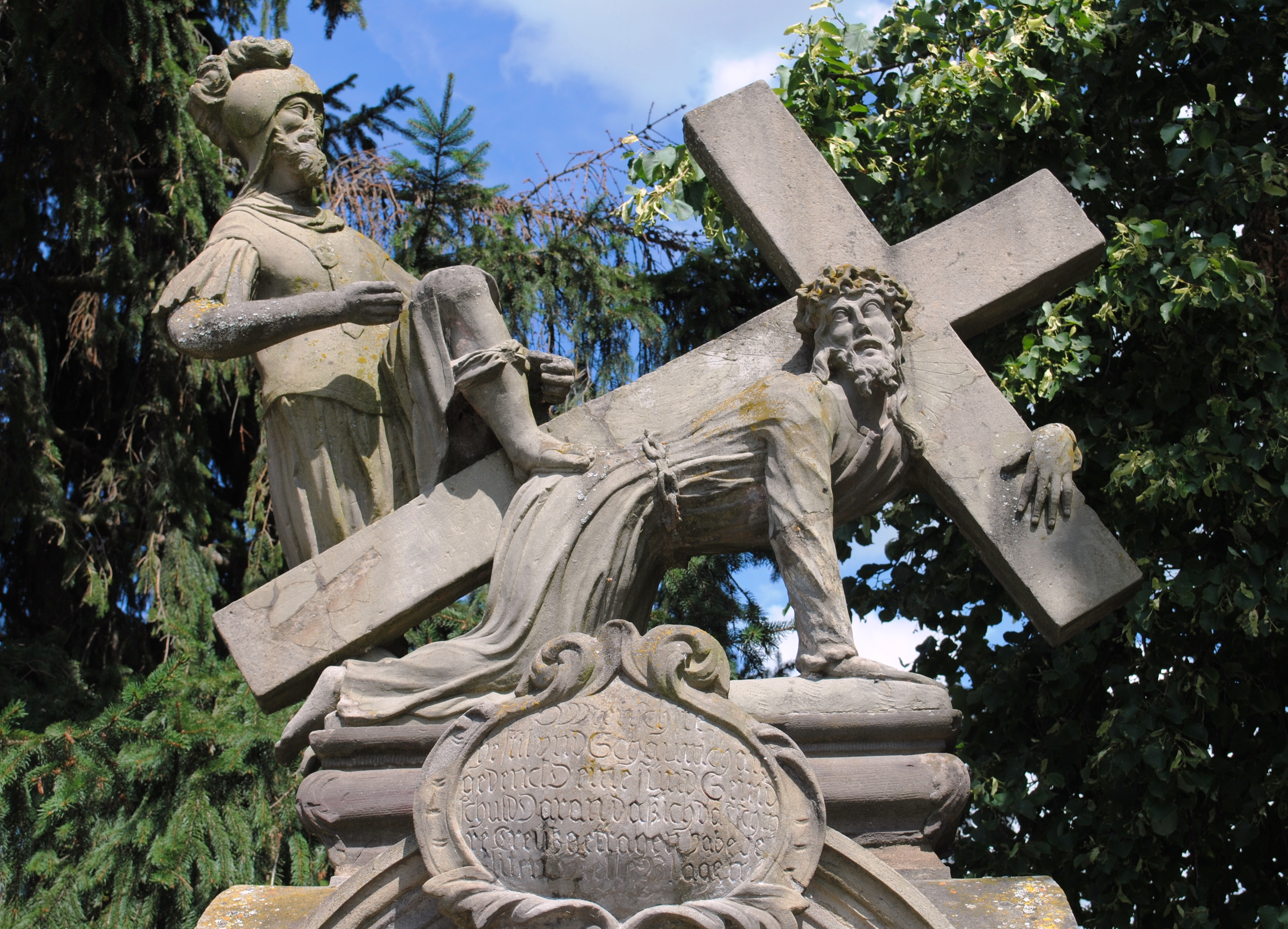
Der charakteristische Kreuzschlepper auf dem Bildstock, 2013

Der Bildstock ähnelt in seinem Aufbau der sogenannten Ausgestochenen Marter am Aufgang zur Hallburg im nahen Nordheim am Main. Hier existiert allerdings keine Figurengruppe mit Gerichtsknecht mehr. Der Bildstock hat die Form eines barocken Prozessionsaltars, der mit einem rundbogigen Dach abschließt. Eingerahmt wird er von vier Rundsäulen. Sie besitzen einen hochgezogenen, rechteckigen Sockel und sind weinlaubumrankt dargestellt.
Der Prozessionsaltar wird auf drei Seiten nur von den Säulen gehalten. Die vierte, rückwärtige Seite weist dagegen ein Relief der Kreuzigung mit Assistenzfiguren und betendem Stifter auf. Darüber, in der Auszugszone findet sich die Darstellung des Gottvaters in einem Engelschor. Er formt die Hand zu einer Segensgeste und trägt in der anderen die Weltkugel und ein Zepter. Darunter findet sich die Taube des Heiligen Geistes.
Auf einem profilierten Sockel findet sich darüber die eigentliche Besonderheit des Stocks. Eine Figurengruppe, die den stürzenden Christus mit dem Kreuz (Kreuzschlepper) und einen ihn tretenden Gerichtsknecht zeigt. Der Geschundene kniet und hat sich mit seiner rechten Hand abgestützt, während er mit der linken das übergroße Kreuz trägt. Dahinter findet sich ein stehender Knecht im Gewand des römischen Soldaten. Er tritt den Gestürzten mit seinem linken, nackten Fuß.
Der gesamte Bildstock wurde aus Sandstein geschaffen und ist nicht bemalt. Mehrere Inschriften belegen die Stiftungsdaten. Im Sockel ist folgende, teilweise unleserliche Inschrift zu finden: „Dieses Marterbild hat Gott zu Ehren aufrichten lassen der Ehr- und Achtbahre Johanneß Pfriem Und Margaretha seine Hausfrau“. Ein Sinnspruch in der Konsole lautet: „O Mensch ste/ he stil vnd Schau mich an/ gedenck Deine sünd Seind/ schuld Daran datz ich das schw/re creitz getragen habe ge/ liten Vielle Blage“.